# Robert Whitaker McAll
Robert Whitaker McAll, né le 17 décembre 1821 et mort le 11 mai 1893, est un pasteur anglo-écossais, fondateur à Belleville en 1871 de la Mission populaire évangélique de France, un mouvement toujours en activité actuellement.

## Biographie

### Jeunesse et formation
Fils et petit-fils de pasteurs, Robert Whitaker McAll est le fils de Robert Stephens McAll, pasteur méthodiste, et de Sarah Whitaker. Il est né le 17 décembre 1821 à St Ives (Cornouailles). À partir de l’âge de 6 ans, il grandit à Macclesfield dans le Cheshire, près de Manchester. Lorsque son père, un pasteur reconnu comme très charismatique, meurt à Manchester en 1838, Robert McAll n’a que 17 ans. Passionné d’architecture religieuse, il se forme d’abord en architecture de 1839 à 1843, mais il se réoriente ensuite vers la théologie protestante, qu’il étudie de 1844 à 1848 au Lancashire Independent College (en) dans le quartier de Whalley Range (en), à Manchester.

### Carrière pastorale au Royaume-Uni (1848-1871)
Avant même la fin de ses études, il est appelé comme pasteur de la chapelle congrégationaliste de Bethel à Sunderland. Il accepte le 24 février 1848 avec le plein accord de ses professeurs. C’est là qu’il épouse Elizabeth Siddall Hayward en 1847, fille unique de l’un de ses professeurs d’université. Il se dépense sans compter pour sa paroisse, prêchant, animant des réunions de groupes de jeunes, écrivant des textes de cantiques et en publiant un recueil bientôt mis en service dans sa paroisse. Sa santé s’en ressent. En 1855, il compte avec une certaine satisfaction qu’il y a eu pendant son ministère 310 nouvelles adhésions à la paroisse, soit près d’une par dimanche…
En 1855, il répond à l’appel de la paroisse non-conformiste de Bond Street à Leicester. Sa prédication et son action rencontrent également le succès. Cependant au bout de deux ans, il démissionne pour ouvrir une nouvelle église à Leicester, sur London Road. Il y impose ses conditions : que la nouvelle église soit largement ouverte sur l’extérieur, et que l’on y abandonne la pratique ancienne consistant à louer à l’année les meilleures places pour y substituer un système de financement entièrement fondé sur des dons volontaires, cela afin de débarrasser l’église de son image de mercenaire et d'y inviter plus largement les classes populaires. Pendant les neuf années de son ministère à London Road Chapel, il recourt à des prédications en plein air, il lance un établissement missionnaire dans le village de Rearsby, mène des actions philanthropique, développe le travail de lutte contre l’alcoolisme et voit sa paroisse croître de 120 à 450 membres. Sa mère meurt en 1858. En 1866, il répond à l’appel de la paroisse de Grosvenor street, dans le quartier de Picadilly à Manchester. En 1867, il intervient en faveur des Féniens condamnés à mort après un coup de main contre un panier à salade qui fait évader deux prisonniers mais laisse un policier mort. Un meeting est organisé avec la participation de la veuve de la victime qui exprime son pardon aux meurtriers. 
Entre 1867 et 1871, il sera encore pasteur à Birmingham et à Hadleigh dans le Suffolk.
Le travail de Robert McAll dans ses paroisses anglaises le prépare bien à sa future mission en France : il a été confronté à la misère matérielle et morale des ouvriers, il a expérimenté diverses méthodes d'évangélisation, y compris la prédication en plein-air, il a affiné son talent d'orateur qui sait gagner l'adhésion de ses auditeurs avec un mélange de charme, d'humour et de conviction.

### Appel à créer une mission évangélique en France
En juillet 1871, ému par les souffrances du peuple parisien dues au siège de Paris et à la Commune, Robert McAll décide de faire un voyage à Paris. Dûment équipés de tracts et de nouveaux Testaments en français à distribuer, Robert et Elizabeth McAll traversent la Manche le 12 août. Ils visitent différentes quartiers de la banlieue parisienne : Saint-Ouen, le champ de Mars, Versailles, les Tuileries, Ménilmontant,… Le dernier jour ils sont à Belleville s’efforçant de rencontrer tard le soir les ouvriers qui rentrent de leur travail. Ce sera la meilleure journée de leur séjour. Dans ce quartier populaire « chaud » de la capitale dont on leur a déconseillé la fréquentation et où l’on peut encore voir les traces des barricades élevées par les Communards, les gens semblent sensibles au geste de solidarité de ces visiteurs étrangers, alors que certains Français n’osent pas pénétrer dans le quartier. Robert McAll manque de tracts et de nouveaux Testaments. À un moment donné, il est interpellé par un habitant de Belleville qui restera anonyme : « Êtes-vous un ecclésiastique ? Monsieur, j’ai quelque chose à vous dire. Dans ce quartier qui contient des ouvriers par dizaines de mille, nous ne pouvons accepter une religion imposée mais si quelqu’un venait prêcher un autre genre de religion, une religion de liberté et de réalité, alors beaucoup d’entre nous serions prêts à l’écouter. »
Cet appel, très souvent cité, réveille en lui la vocation missionnaire. Le 17 novembre 1871, Robert McAll et sa femme quittent la Grande-Bretagne définitivement, armés d’une centaine de livres sterling, produit de la vente de leurs biens, et de leurs bagages - qu’ils récupéreront à grand peine à Paris. Ils s’installent dans un appartement rue des Mignottes aux Buttes-Chaumont, un de points culminants de Paris. Ils font connaissance avec le monde protestant parisien, dont les pasteurs Georges Fisch, Eugène Bersier, Théodore Monod, … Le 30 novembre 1871, après de difficiles recherches, ils louent dans le quartier de Belleville un local sis au 103, rue Julien-Lacroix, ils trouvent des chaises, un harmonium, des livres, s’assurent des autorisations nécessaires. Dès le 17 janvier 1872 à 19 heures, ils ouvrent « d’une main tremblante » leur « bibliothèque gratuite » pour une soirée au cours de laquelle, d’après l’invitation, « on chantera des cantiques et on lira des morceaux choisis », sachant que « des amis anglais feront bon accueil à tous. » Finalement, il y aura 40 personnes à cette première soirée. Dès le dimanche suivant, où Robert McAll prononce, avec quelques difficultés, son premier sermon en français, la salle accueille plus de 100 personnes. En mars 1872, ils ouvrent une deuxième salle à Ménilmontant. Au bout d’un mois les réunions dépassent les 100 personnes. Devant le succès, une nouvelle salle est encore ouverte en avril à Charonne, puis ce seront les ouvertures de salles boulevard Ornano, boulevard Saint-Antoine, rue de la Chapelle, Bercy, Grenelle, Auteuil…

### Développement de la Mission aux Ouvriers de Paris
Dans ses mémoires, Madame Elizabeth McAll examine une à une les couvertures des dix premiers rapports annuels rédigés par Robert McAll. 
- Les deux premiers rapports montrent Robert McAll seul,
- la cinquième année, c’est une équipe de six personnes dont le responsable, McAll, deux autres pasteurs, Théodore Monod et M. Naef, et trois évangélistes ;
- la sixième année, on est passé à neuf personnes – et la mission reçoit la médaille de la Société nationale d’encouragement au bien.
- La septième année, on trouve deux responsables : Robert McAll, avec une équipe de dix personnes à Paris et le pasteur Bernard de Watteville à Lyon, et c’est cette fois la médaille de la Société libre d’Instruction et d'Éducation Populaires qui est attribué au travail du révérend McAll.
- La huitième année, la mission a été lancée dans deux autres villes : Bordeaux et Boulogne-sur-Mer (dans deux salles) et 15 personnes collaborent à la mission à Paris.
- La neuvième année, la mission a été lancée à Arcachon, la Rochelle, Rochefort et dans la petite couronne parisienne.
- La dixième année, des conférences sont organisées à l'Élysée-Montmartre à Paris tandis qu’on lance la mission à Roubaix, Croix, Dunkerque, Saint-Étienne, Saintes, Cognac, Clermont-Ferrand, Montauban et Toulouse.

Il faut trouver de l’aide. Celle des pasteurs et évangélistes parisiens et, bientôt, des provinciaux, est acquise, mais n’est pas suffisante. C’est d’abord le ménage Dodds, venu d’Angleterre, qui épaule Robert McAll de 1877 à 1882, puis, à partir de 1882, Ruben Saillens, pasteur évangélique et auteur-compositeur.

### L’apogée de la Mission McAll

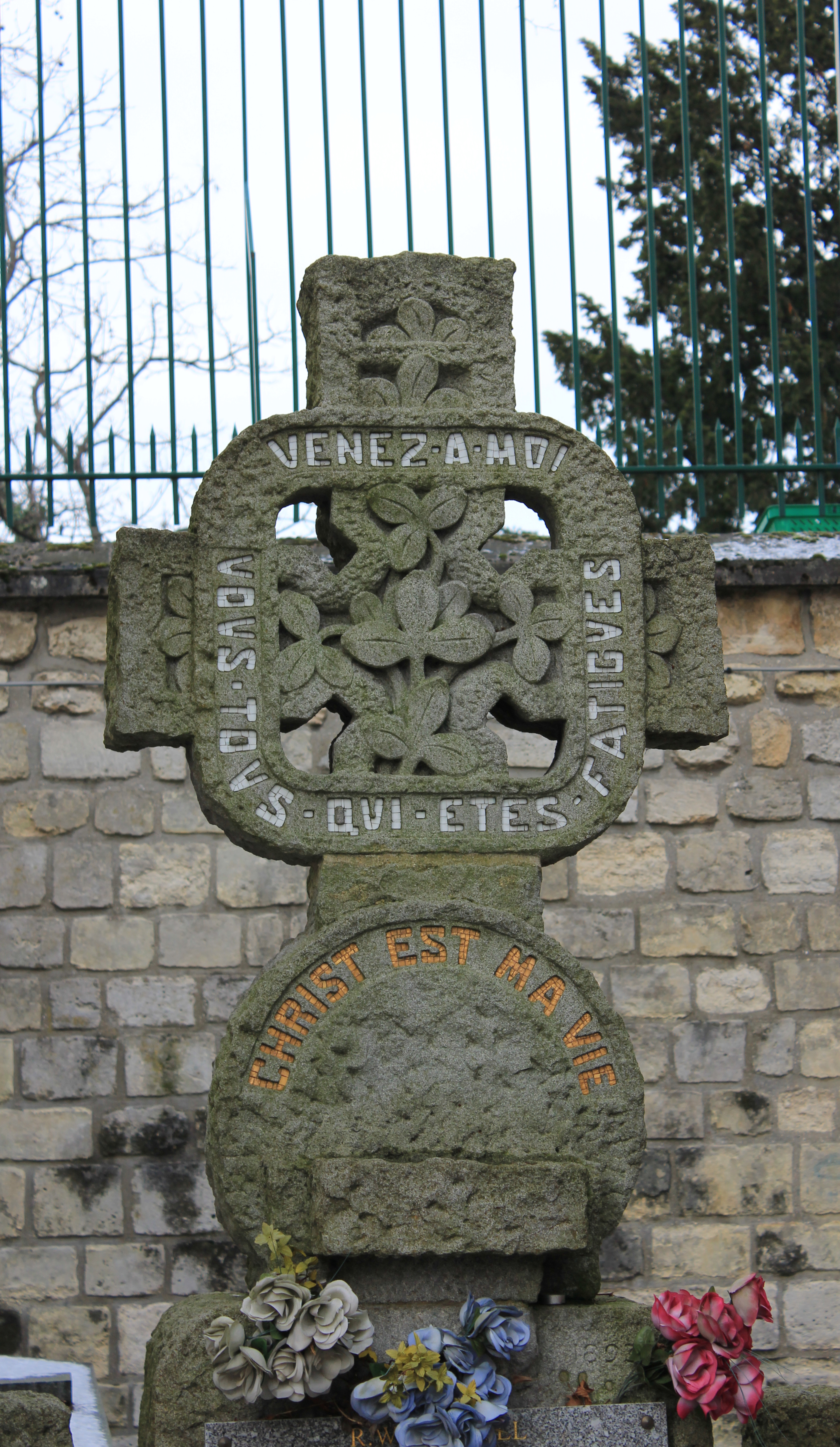
Tombe au cimetière du Père-Lachaise.

En 1879, le nom initialement choisi de « Mission aux Ouvriers de Paris » est remplacé par le nom définitif de « Mission populaire évangélique de France », tandis que dans la vie de tous les jours, on parle depuis longtemps de « Mission Mac All »
La Mission est passée d’une seule salle en janvier 1872 à quatre à la fin 1872, à 136 salles (et une péniche) d'évangélisation dans 57 villes et 37 départements, y compris la Corse, l'Algérie et la Tunisie, en 1893, année de la mort de Robert McAll. 
En 1892, pour les 20 ans de la mission McAll, Robert McAll, qui a 70 ans, est décoré de la Légion d’honneur. Une cérémonie solennelle a lieu en son honneur au temple protestant de l'Oratoire du Louvre Mais Robert McAll est épuisé. Il part se reposer en Angleterre, mais il transforme ce séjour en tournée de levée de fonds car les besoins financiers de la mission sont loin d’être couverts. 
Robert McAll meurt à Paris le 11 mai 1893, le jour de l'Ascension (note Elizabeth McAll), peu après son retour d’Angleterre. Ses obsèques sont célébrées à l'Oratoire du Louvre et il est enterré au cimetière du Père-Lachaise (79e division).

## La méthode McAll

### Un projet missionnaire
Le projet de Robert McAll est clairement missionnaire et ne s’en cache pas. Il ne souhaite pas transformer la société, mais amener les ouvriers à se convertir. C’est ce type d’action que ses anciens paroissiens congrégationalistes souhaitent financer et que le milieu du « Réveil » protestant parisien entend appuyer. La prédication de Robert McAll est de type évangélique, centrée sur l’importance de l'Écriture, du péché et de la grâce, de la foi, de la sanctification et du changement de comportement.

### Une règle de conduite respectueuse du milieu ouvrier
Fort de son expérience en Angleterre, et désireux de pénétrer le milieu ouvrier, McAll a compris, depuis la fameuse interpellation de 1871, qu’il doit présenter la religion protestante comme une religion de liberté et ne jamais heurter les convictions politiques de ses auditeurs. Il fixe donc une règle de conduite stricte à ses prédicateurs dont voici les points essentiels :
- Ne jamais toucher, de près ou de loin à un sujet politique
- Ne pas parler des cabarets, marchands de vin, théâtres, bals, salles de danse ou de concert,
- Ne pas morigéner les gens, dire « nous » au lieu de « vous » autant que possible
- Ne pas attaquer quelque église que ce soit, ne pas aborder les divisions des chrétiens,
- Ne pas aborder de question théologique ou trop complexe comme l’interprétation des prophéties,
- Ne jamais présenter Dieu comme un souverain vengeur mais toujours comme un père aimant et compatissant,
- Éviter tout langage dur ou amer, même contre le péché. Omettre les strophes de cantique qui peuvent évoquer des menaces ou des vengeances.

Ce faisant, Mc All évite tout risque de sectarisme. Il empêche provisoirement sa Mission de devenir une église car il n’administre aucun sacrement et ne prend aucune position dogmatique. Il empêche aussi les pasteurs et évangélistes de la mission McAll d’entrer dans le champ politique, ce qui lui permet d’ouvrir la porte à tous les ouvriers quel que soit leur point de vue politique, et d'éviter tout conflit avec la police ou les autorités françaises, très vigilantes sur ce plan à cette époque.

### Une organisation bien rodée
L’action de Robert McAll en France est marquée dès le premier jour par une organisation rigoureuse. Chaque nouvelle implantation est développée de la même manière : location d’un local ou d’une boutique, installation d’une bibliothèque, distribution de tracts et organisation de réunions publiques avec l’aide de pasteurs et d’évangélistes français ou anglais, les dames s’occupant de la bibliothèque et des cours. Le financement repose sur des dons venus d’Angleterre, notamment des anciennes paroisses congrégationalistes des McAll.
«  Au milieu de l’apathie culturelle et morale qui, dans les quartiers ouvriers, succède à la Commune, les réunions Mac All apportent la possibilité de nouvelles relations sociales, un discours de salut qui répond à une attente, et l’ébauche d’une communauté. Elles apportent aussi l’accès à une culture [et, partant,] une promotion sociale (…). »
La précision du recueil de données statistiques, relevé par l’historien Robert Morley dans les archives de la Mission populaire évangélique, fait partie de ce sens de l’organisation apporté par Robert McAll : tout est suivi : le nombre de salles, de chaises, de séances, de cours d’auditeurs, de nouveaux Testaments distribués ou vendus, de jeunes aux réunions.

### Une action sociale et éducative essentielle
Même si elle n’est que collatérale à l’objectif premier de la mission, la dimension éducative et sociale de la mission McAll est très importante : une bibliothèque gratuite fait partie du concept de chacune des salles d’évangélisation ; dès février 1872 à Paris, une première école populaire avait été créée, suivie en 1875 d’un ouvroir (pour dames) et d’un premier dispensaire gratuit en 1881. La mission populaire organise des collectes de solidarité, des soupes populaires, des cours d’anglais, de musique, d’alphabétisation, etc. Sont également primordiaux le travail de lutte contre l’alcoolisme et pour la promotion de l’hygiène (douches gratuites, réunions de femmes, dispensaires gratuits).
Parmi les œuvres ou mouvements qui naîtront au sein de la mission McAll, citons :
- la Brosserie ménagère, créée à Nantes par Emmanuel Chastand ;
- la coopérative de consommation de Fives-Lille créée par le pasteur Henri Nick avec l’aide de Charles Gide ;
- l’École de mutilés, créée à Nantes pendant la Grande Guerre ;
- les Éclaireuses et Éclaireurs unionistes de France créés en 1911 à Grenelle (c’est le plus ancien groupe scout en France) après une première expérimentation à Nantes en 1909 ;
- les colonies de vacances qui occuperont jusqu’à 15 propriétés et 2 préventoriums, et deviendront en 1931 l’Association Soleil été Santé (totalement autonome depuis 1977) ;
- les postes de lutte anti-alcoolique, qui fusionneront rapidement avec la Croix-Bleue.

### Un financement difficile
Financée essentiellement par des dons recueillis par des comités de soutien d’abord en Écosse et en Angleterre puis en Amérique et au Canada, la mission McAll ne saura pas assurer sa pérennité financière. De son vivant déjà, McAll doit fermer certaines salles ou les confier à la communauté protestante locale, qui ne saura pas toujours les faire fonctionner. Les problèmes financiers s’accentueront après son décès et conduiront à une rapide baisse de régime de la Mission populaire évangélique.

## L’héritage de Robert McAll

### Les acquis
Robert McAll laisse une empreinte impressionnante construite en seulement 21 ans : 136 salles d’évangélisation et plusieurs œuvres ou mouvements importants (voir plus haut). Mais la sécularisation de la société (le nombre des conversions baisse de plus en plus) et les problèmes financiers vont conduire à une réduction rapide du nombre de salles d’évangélisation : elles sont 82 en 1901, une trentaine dans les années 1920, et seulement 11 en 1934, le plus souvent liées aux paroisses protestantes locales. 
Cependant des "fraternités" sont créées pour stabiliser les convertis et vont conduire à créer de véritables paroisses notamment à Lille, Roubaix, Paris et Nantes.
La mission McAll aura marqué durablement le protestantisme français auquel il aura effectivement intégré des populations ouvrières.
La Mission populaire évangélique a connu de nombreux changements d'idéologie et d'organisation depuis 1945, mais poursuit son action actuellement. Elle revendique 16 implantations (souvent sur les lieux historiques choisis par Robert McAll), 105 salariés nationaux et locaux, 10 pasteurs et plus de 1000 bénévoles. Elle publie une revue trimestrielle, "Présence".

### Polémique
Les critiques de la Mission populaire évangélique telle qu’elle poursuit son action depuis sa création jusqu’à la Première Guerre mondiale soulignent qu’à la suite de Robert McAll, elle prêche le conformisme social et la résignation aux ouvriers sous couvert d’évangélisation individuelle. Robert McAll lui-même apparaît toujours habillé en bourgeois aisé : redingote noire, chaîne de montre en or, favoris soignés. Il en résulte une organisation hiérarchisée où demeurera toujours une différence de statut entre « ces messieurs » du comité directeur et les convertis. Ces points feront polémique avec les tenants du christianisme social, mouvement à la fois proche de la Mission populaire évangélique (évangélisme, sensibilité envers la condition ouvrière) mais différent sur le plan de l’idéologie sous-jacente, comme l'illustre  le conflit entre le pasteur de Roubaix Élie Gounelle et la Mission populaire évangélique en 1907.

## Sources
L'ensemble des informations de cette page est issu de ces deux supports:
- Elizabeth Siddall Hayward McAll, Robert Whitaker McAll, founder of the McAll mission, Fleming H. Revell Company, 1896, 252 p.
- Jean-Paul Morley, 1871-1984, la Mission populaire évangélique : les surprises d'un engagement, Les Bergers et les Mages, 1993, 205 p. (ISBN 978-2-85304-107-2, lire en ligne)